# Refertilisierung
Als Refertilisierung bezeichnet man die operative Wiederherstellung der Eileiter (bei der Frau) bzw. Samenleiter (beim Mann), wenn diese zuvor durch eine Sterilisation durchtrennt wurden. Durch diese Methoden kann es wieder zu normalen Zeugungen kommen.

## Refertilisierung bei Frauen

### Ablauf der Operation
Die zerstörten Eileiter werden scheibchenweise entfernt, um möglichst kein Stück zu vergeuden. Man entfernt ein Scheibchen und kontrolliert mit Blauprobe die Durchgängigkeit. Sobald durchgängig, wird ein Röhrchen, der Splint, in das Innere der Eileiterenden geschoben. Dadurch kommen die Enden korrekt und exakt aneinander. Über diesen Splint werden die einzelnen Schichten der Reihe nach zusammengenäht. Ist dies geschehen, wird am Ende der Operation der Splint entfernt. Es wurde versucht, den Splint 6 Monate liegen zu lassen und dann zu entfernen, aber die Folge waren erhöhte Inzidenz von Infektionen und Verschlechterung der Durchgängigkeit. Bei einer endoskopischen Refertilisation ist diese Operation mittels Splint nicht möglich, die Erfolge sind deutlich geringer, weil es im Inneren der Eileiter zu einer größeren Narbenbildung kommt. Nach 3 Monaten kann man auf verschiedene Weise die Durchgängigkeit der Eileiter prüfen.

### Zeitpunkt der Operation im Zyklus
Optimal ist der 8. Zyklustag bzw. nach zwei blutungsfreien Tagen, spätestens um den Eisprungtermin. Später im Zyklus ist die Schleimhaut hoch aufgebaut und täuscht eventuell einen Eileiterverschluss vor.

### Erfolgsvoraussetzungen
Zunächst einmal sollten mindestens 4–5 cm intakte Eileiter vorhanden sein, da die Eizelle auf ihrem Weg durch den Eileiter befruchtet wird und nach 4–5 Tagen als 8-Zeller in der Gebärmutter landet. Wenn dieses Stadium erreicht ist, wird sich die befruchtete Eizelle einnisten, egal wo sie sich befindet. Ist der Eileiter zu kurz, sinken die Chancen auf eine Schwangerschaft, weil dieses Stadium nicht erreicht wird, es sei denn, die Eizelle wandert langsamer. Befindet sich die befruchtete Eizelle im Eileiter, weil sie irgendwo hängen bleibt (an der Naht oder zu langsam ist), dann kann eine Eileiterschwangerschaft eintreten.

### Risiko einer Eileiterschwangerschaft
Bei unverändertem Eileiter liegt die Wahrscheinlichkeit bei 1:100, nach einer Refertilisierung bei 2–3:100. Es wurde festgestellt, dass die Häufigkeit der gestörten Schwangerschaften im ersten Jahr nach der Refertilisierung am höchsten waren, im 2. und 3. Jahr nach dem Eingriff am geringsten.

## Refertilisierung beim Mann
Bei erneutem Kinderwunsch nach einer Sterilisationsvasektomie besteht die Möglichkeit zur operativen Refertilisierung beim Mann. Der Eingriff wird Vasovasostomie genannt. Wenn eine Verbindung von Samenleiter und Nebenhodenkanal hergestellt werden muss, spricht man von Tubulovasostomie. Bei diesem mikrochirurgischen Eingriff (meist) in Vollnarkose werden über zwei kleine Einschnitte im Hodensack die Enden der Samenleiter zunächst freigelegt, auf Durchgängigkeit geprüft, wieder aneinandergefügt und in einer mehrschichtigen Nahttechnik mit feinstem Nylonfaden verbunden, so dass die Samenleiter wieder durchgängig sind für Samenflüssigkeit.
Schon während der Operation werden Spermaproben entnommen und untersucht (intraoperatives Spermiogramm). Beurteilt wird dabei, ob die Samenflüssigkeit noch fließfähig ist (Viskosität). Der Nachweis von Samenzellen im intraoperativen Spermiogramm weist die Durchgängigkeit der hodenseitigen Samenwege nach. In den Fällen, wo keine Samenzellen oder Samenzellfragmente im hodennahen Samenleiterstumpf gefunden werden, kann eine direkte Verbindung zum Nebenhoden hergestellt werden.
Die Chancen für sterilisierte Männer, nach einem solchen Eingriff auf natürlichem Wege noch einmal ein Kind zu zeugen, sind damit äußerst aussichtsreich. Die Refertilisierung durch Vasovasostomie gilt inzwischen als Therapie erster Wahl. Bei ca. 90 % der operierten Männer sind nach 3 bis 12 Monaten wieder Spermien im Ejakulat nachweisbar, zu einer Schwangerschaft im ersten Jahr nach der Operation kommt es in 50 bis 70 % der Fälle, wobei die Chancen sich erhöhen, je kürzer die Zeitspanne zwischen Sterilisation und Refertilisierung ist. Wichtig für die Prognose ist natürlich auch die Fruchtbarkeit (Fertilität) der Partnerin. In den ersten 5 Jahren nach Sterilisation sind die Erfolgsaussichten sehr gut (Durchlässigkeitsrate ca. 97 %), bis 10 Jahre gut (Durchlässigkeitsrate ca. 91 %), wenn die Operation durch einen erfahrenen Mikrochirurgen durchgeführt wird. Sogar viele Jahre nach einer Vasektomie nimmt die Produktion von Samenzellen in den Hoden nicht wesentlich ab. So bestehen auch bei Patienten mit Sterilisationsdauern von über 20 Jahren gute Chancen auf eine natürliche Schwangerschaft nach mikrochirurgischer Refertilisierung. Die Refertilisierung erscheint damit mindestens so erfolgversprechend wie die künstliche Befruchtung.